# Nhân Sơn
Nhân Sơn là một xã thuộc huyện Đô Lương, tỉnh Nghệ An, Việt Nam.
Xã Nhân Sơn có diện tích 12,46 km², dân số năm 1999 là 5609 người, mật độ dân số đạt 450 người/km².